# Wikipédia en singhalais
Wikipédia en singhalais (en singhalais : සිංහල විකිපීඩියා) est l’édition de Wikipédia en singhalais (ou cingalais), langue indique méridionale (de la famille des langues langues indo-aryennes) parlée au Sri Lanka. L'édition est lancée en septembre 2005. Son code est : si.
Au 21 mars 2025, l'édition en singhalais contient 22 558 articles et compte 71 799 contributeurs, dont 96 contributeurs actifs et 3 administrateurs.

## Présentation

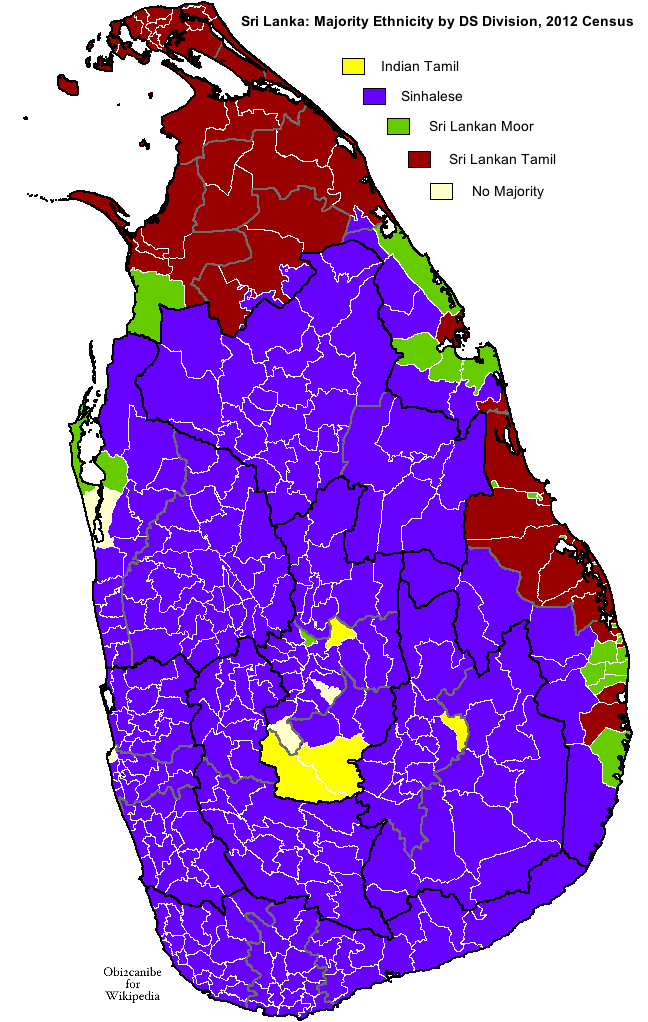
Aire de diffusion du singhalais.

## Statistiques
- Le 5 mars 2015, l'édition en singhalais compte 12 391 articles et 20 299 utilisateurs enregistrés[2], ce qui en fait la 120e[3] édition linguistique de Wikipédia par le nombre d'articles et la 94e[4] par le nombre d'utilisateurs enregistrés, parmi les 287 éditions linguistiques actives.
- 26 septembre 2022, elle contient 18 095 articles et compte 59 024 contributeurs, dont 77 contributeurs actifs et 3 administrateurs.
- 8 septembre 2024, elle contient 21 209 articles et compte 69 565 contributeurs, dont 94 contributeurs actifs et 3 administrateurs.